# 2013年のアメリカンリーグワイルドカードゲーム
2013年の野球において、メジャーリーグベースボール（MLB）のポストシーズンは10月1日に開幕した。アメリカンリーグの第2回ワイルドカードゲーム（英語: 2nd American League Wild Card Game）は翌2日、アメリカ合衆国オハイオ州クリーブランドのプログレッシブ・フィールドで行われ、タンパベイ・レイズがクリーブランド・インディアンスを4－0で下した。この結果、レイズが地区シリーズへ進出することになった。

## 両チームの2013年
インディアンスは前年のシーズンを68勝94敗で終えたあと、新監督にテリー・フランコーナを招聘し、さらにニック・スウィッシャーやマイケル・ボーンら大物FA選手を獲得する補強も行った。2013年は、6月上旬に8連敗を喫して勝率が5割を切ったこともあったが、その後は持ち直してデトロイト・タイガースと地区優勝を争った。前半戦終了時点では首位タイガースと1.5ゲーム差の2位につけ、ワイルドカード争いでも2位テキサス・レンジャーズ（西地区）と3.0ゲーム差の4位にいた。後半戦はタイガースにこそ突き放されたものの、9月に21勝6敗と大きく勝ち越してワイルドカード争いの上位に加わった。最後は10連勝で締めくくってレンジャーズらを逆転し、最終戦勝利で第1ワイルドカードを確定させた。フランコーナの巧みな選手起用により、打線は個の力に頼らずとも高い得点力を有していた。1試合平均得点は4.60でリーグ4位、防御率は3.82で同7位。
レイズは、予算上の都合からオフに先発右腕ジェームズ・シールズをトレードで放出したが、90勝72敗を記録した前年に続き2013年シーズンもポストシーズン進出を争った。前半戦終了時点では地区首位ボストン・レッドソックスと2.5ゲーム差の2位で、ワイルドカード争いでは2位レンジャーズに0.5ゲーム差をつけて首位に立っていた。8月下旬にはゲーム差なしながらレッドソックスを逆転して地区首位に浮上したが、すぐに再逆転されると差を広げられた。その後はワイルドカード争いでインディアンスやレンジャーズと競り合い、162試合目が終わった段階でレイズとレンジャーズが2位に並んだ。そして翌日のワンゲームプレイオフでレイズがレンジャーズを下し、ワイルドカードゲーム進出を決めた。シールズとのトレードで獲得した新人外野手ウィル・マイヤーズが打線の中軸を担う活躍を見せた。1試合平均得点は4.29でリーグ9位、防御率は3.74で同5位。
両チームはこの年、レギュラーシーズンでは計6試合を戦っている。結果は以下の通り。
| 日付                                                         | ビジター球団（先攻）           | スコア | ホーム球団（後攻）             | 開催球場                   | 開催球場                                                 |
| ------------------------------------------------------------ | ------------------------------ | ------ | ------------------------------ | -------------------------- | -------------------------------------------------------- |
| 4月05日（金）                                                | クリーブランド・インディアンス | 0－4   | タンパベイ・レイズ             | トロピカーナ・フィールド   | プログレッシブ・ · フィールドトロピカーナ・ · フィールド |
| 4月06日（土）                                                | クリーブランド・インディアンス | 0－6   | タンパベイ・レイズ             | トロピカーナ・フィールド   | プログレッシブ・ · フィールドトロピカーナ・ · フィールド |
| 4月07日（日）                                                | クリーブランド・インディアンス | 13－0  | タンパベイ・レイズ             | トロピカーナ・フィールド   | プログレッシブ・ · フィールドトロピカーナ・ · フィールド |
|                                                              |                                |        |                                |                            | プログレッシブ・ · フィールドトロピカーナ・ · フィールド |
| 5月31日（金）                                                | タンパベイ・レイズ             | 9－2   | クリーブランド・インディアンス | プログレッシブ・フィールド | プログレッシブ・ · フィールドトロピカーナ・ · フィールド |
| 6月01日（土）                                                | タンパベイ・レイズ             | 0－5   | クリーブランド・インディアンス | プログレッシブ・フィールド | プログレッシブ・ · フィールドトロピカーナ・ · フィールド |
| 6月02日（日）                                                | タンパベイ・レイズ             | 11－3  | クリーブランド・インディアンス | プログレッシブ・フィールド | プログレッシブ・ · フィールドトロピカーナ・ · フィールド |
| クリーブランド・インディアンス［2勝－4勝］タンパベイ・レイズ |                                |        |                                |                            | プログレッシブ・ · フィールドトロピカーナ・ · フィールド |

## ロースター
両チームの出場選手登録（ロースター）は以下の通り。
- 名前の横の★はこの年のオールスターゲームに選出された選手を、＃はレギュラーシーズン開幕後に入団した選手を示す。
- 年齢は試合開催時点でのもの。

| クリーブランド・インディアンス | クリーブランド・インディアンス | クリーブランド・インディアンス | クリーブランド・インディアンス | クリーブランド・インディアンス | クリーブランド・インディアンス | クリーブランド・インディアンス | タンパベイ・レイズ | タンパベイ・レイズ | タンパベイ・レイズ | タンパベイ・レイズ       | タンパベイ・レイズ | タンパベイ・レイズ | タンパベイ・レイズ |
| 守備位置                       | 背番号                         | 出身                           | 選手                           | 投                             | 打                             | 年齢                           | 守備位置           | 背番号             | 出身               | 選手                     | 投                 | 打                 | 年齢               |
| ------------------------------ | ------------------------------ | ------------------------------ | ------------------------------ | ------------------------------ | ------------------------------ | ------------------------------ | ------------------ | ------------------ | ------------------ | ------------------------ | ------------------ | ------------------ | ------------------ |
| 投手                           | 32                             | アメリカ合衆国の旗             | マット・アルバース             | 右                             | 左                             | 30                             | 投手               | 22                 | アメリカ合衆国の旗 | クリス・アーチャー       | 右                 | 右                 | 25                 |
| 投手                           | 37                             | アメリカ合衆国の旗             | コディ・アレン                 | 右                             | 右                             | 24                             | 投手               | 53                 | アメリカ合衆国の旗 | アレックス・カッブ       | 右                 | 右                 | 25                 |
| 投手                           | 53                             | アメリカ合衆国の旗             | リッチ・ヒル                   | 左                             | 左                             | 33                             | 投手               | 57                 | アメリカ合衆国の旗 | ジェイク・マギー         | 左                 | 左                 | 27                 |
| 投手                           | 26                             | アメリカ合衆国の旗             | スコット・カズミアー           | 左                             | 左                             | 29                             | 投手               | 55                 | アメリカ合衆国の旗 | マット・ムーア★          | 左                 | 左                 | 24                 |
| 投手                           | 28                             | アメリカ合衆国の旗             | コーリー・クルーバー           | 右                             | 右                             | 27                             | 投手               | 62                 | ドミニカ共和国の旗 | ジョエル・ペラルタ       | 右                 | 右                 | 37                 |
| 投手                           | 63                             | ジャマイカの旗                 | ジャスティン・マスターソン★    | 右                             | 右                             | 28                             | 投手               | 56                 | ドミニカ共和国の旗 | フェルナンド・ロドニー   | 右                 | 右                 | 36                 |
| 投手                           | 54                             | アメリカ合衆国の旗             | クリス・ペレス                 | 右                             | 右                             | 28                             | 投手               | 54                 | ベネズエラの旗     | アレックス・トーレス     | 左                 | 左                 | 25                 |
| 投手                           | 35                             | アメリカ合衆国の旗             | マーク・ゼプチンスキー＃       | 左                             | 左                             | 28                             | 投手               | 35                 | アメリカ合衆国の旗 | ジェイミー・ライト       | 右                 | 右                 | 38                 |
| 投手                           | 31                             | ドミニカ共和国の旗             | ダニー・サラザー               | 右                             | 左                             | 23                             | 投手               | 49                 | アメリカ合衆国の旗 | ウェズリー・ライト＃     | 左                 | 右                 | 28                 |
| 投手                           | 27                             | アメリカ合衆国の旗             | ブライアン・ショウ             | 右                             | 両                             | 25                             | 捕手               | 16                 | アメリカ合衆国の旗 | クリス・ジメネス         | 右                 | 右                 | 30                 |
| 投手                           | 38                             | アメリカ合衆国の旗             | ジョー・スミス                 | 右                             | 右                             | 29                             | 捕手               | 59                 | ベネズエラの旗     | ホセ・ロバトン           | 右                 | 両                 | 28                 |
| 捕手                           | 10                             | ブラジルの旗                   | ヤン・ゴームズ                 | 右                             | 右                             | 26                             | 捕手               | 28                 | プエルトリコの旗   | ホセ・モリーナ           | 右                 | 右                 | 38                 |
| 捕手                           | 41                             | ドミニカ共和国の旗             | カルロス・サンタナ             | 右                             | 両                             | 27                             | 内野手             | 11                 | キューバの旗       | ユネル・エスコバー       | 右                 | 右                 | 30                 |
| 内野手                         | 4                              | アメリカ合衆国の旗             | マイク・アビレス               | 右                             | 右                             | 32                             | 内野手             | 21                 | アメリカ合衆国の旗 | ジェームズ・ローニー     | 左                 | 左                 | 29                 |
| 内野手                         | 13                             | ベネズエラの旗                 | アズドルバル・カブレラ         | 右                             | 両                             | 27                             | 内野手             | 3                  | アメリカ合衆国の旗 | エバン・ロンゴリア       | 右                 | 右                 | 27                 |
| 内野手                         | 8                              | アメリカ合衆国の旗             | ロニー・チゼンホール           | 右                             | 左                             | 24                             | 内野手             | 18                 | アメリカ合衆国の旗 | ベン・ゾブリスト★        | 右                 | 両                 | 32                 |
| 内野手                         | 25                             | アメリカ合衆国の旗             | ジェイソン・ジアンビ           | 右                             | 左                             | 42                             | 外野手             | 7                  | アメリカ合衆国の旗 | デビッド・デヘスース＃   | 左                 | 左                 | 33                 |
| 内野手                         | 22                             | アメリカ合衆国の旗             | ジェイソン・キプニス★          | 右                             | 左                             | 26                             | 外野手             | 5                  | アメリカ合衆国の旗 | サム・ファルド           | 左                 | 左                 | 31                 |
| 内野手                         | 62                             | ドミニカ共和国の旗             | ホセ・ラミレス                 | 右                             | 両                             | 21                             | 外野手             | 8                  | アメリカ合衆国の旗 | デズモンド・ジェニングス | 右                 | 右                 | 26                 |
| 内野手                         | 33                             | アメリカ合衆国の旗             | ニック・スウィッシャー         | 左                             | 両                             | 32                             | 外野手             | 2                  | アメリカ合衆国の旗 | ケリー・ジョンソン       | 右                 | 左                 | 31                 |
| 外野手                         | 24                             | アメリカ合衆国の旗             | マイケル・ボーン               | 右                             | 左                             | 30                             | 外野手             | 20                 | アメリカ合衆国の旗 | マット・ジョイス         | 右                 | 左                 | 29                 |
| 外野手                         | 23                             | アメリカ合衆国の旗             | マイケル・ブラントリー         | 左                             | 左                             | 26                             | 外野手             | 41                 | アメリカ合衆国の旗 | ケビン・キアマイアー     | 右                 | 左                 | 23                 |
| 外野手                         | 7                              | アメリカ合衆国の旗             | マット・カーソン               | 右                             | 右                             | 32                             | 外野手             | 9                  | アメリカ合衆国の旗 | ウィル・マイヤーズ       | 右                 | 右                 | 22                 |
| 外野手                         | 11                             | アメリカ合衆国の旗             | ドリュー・スタッブス           | 右                             | 右                             | 28                             | 外野手             | 1                  | アメリカ合衆国の旗 | ショーン・ロドリゲス     | 右                 | 右                 | 28                 |
| 外野手                         | 9                              | アメリカ合衆国の旗             | ライアン・レイバーン           | 右                             | 右                             | 32                             | 外野手             | 15                 | アメリカ合衆国の旗 | デルモン・ヤング＃       | 右                 | 右                 | 28                 |

## 試合
|                                | 1 | 2 | 3 | 4 | 5 | 6 | 7 | 8 | 9 | R | H | E |
| ------------------------------ | - | - | - | - | - | - | - | - | - | - | - | - |
| タンパベイ・レイズ             | 0 | 0 | 1 | 2 | 0 | 0 | 0 | 0 | 1 | 4 | 8 | 0 |
| クリーブランド・インディアンス | 0 | 0 | 0 | 0 | 0 | 0 | 0 | 0 | 0 | 0 | 9 | 1 |

1. 勝利：アレックス・カッブ
2. 敗戦：ダニー・サラザー
3. 本塁打
TB：デルモン・ヤング1号ソロ
4. 審判
［球審］ジェリー・デービス
［塁審］一塁: テッド・バレット、二塁: マイク・エベリット、三塁: グレッグ・ギブソン
［外審］左翼: フィル・クッツィ、右翼: ブライアン・ナイト
5. 試合開始時刻: 東部夏時間（UTC-4）午後8時7分 試合時間: 3時間40分 観客: 4万3579人 気温: 69°F（20.6°C）
詳細: MLB.com Gameday / ESPN.com / Baseball-Reference.com / FanGraphs

| タンパベイ・レイズ | タンパベイ・レイズ | タンパベイ・レイズ | タンパベイ・レイズ | タンパベイ・レイズ | クリーブランド・インディアンス | クリーブランド・インディアンス | クリーブランド・インディアンス | クリーブランド・インディアンス | クリーブランド・インディアンス |
| ------------------ | ------------------ | ------------------ | ------------------ | --- | ------------------------------ | ------------------------------ | ------------------------------ | ------------------------------ | --- |
| 打順               | 守備               | 選手               | 打席               | A・カッブJ・モリーナJ・ローニーB・ゾブリストE・ロンゴリアY・エスコバーD・デヘスースD・ジェニングスW・マイヤーズD・ヤング | 打順                           | 守備                           | 選手                           | 打席                           | D・サラザーY・ゴームスN・スウィッ · シャーJ・キプニスL・チゼン · ホールA・カブレラM・ブラントリーM・ボーンR・レイバーンC・サンタナ |
| 1                  | 左                 | D・デヘスース      | 左                 | A・カッブJ・モリーナJ・ローニーB・ゾブリストE・ロンゴリアY・エスコバーD・デヘスースD・ジェニングスW・マイヤーズD・ヤング | 1                              | 中                             | M・ボーン                      | 左                             | D・サラザーY・ゴームスN・スウィッ · シャーJ・キプニスL・チゼン · ホールA・カブレラM・ブラントリーM・ボーンR・レイバーンC・サンタナ |
| 2                  | 右                 | W・マイヤーズ      | 右                 | A・カッブJ・モリーナJ・ローニーB・ゾブリストE・ロンゴリアY・エスコバーD・デヘスースD・ジェニングスW・マイヤーズD・ヤング | 2                              | 一                             | N・スウィッシャー              | 両                             | D・サラザーY・ゴームスN・スウィッ · シャーJ・キプニスL・チゼン · ホールA・カブレラM・ブラントリーM・ボーンR・レイバーンC・サンタナ |
| 3                  | 一                 | J・ローニー        | 左                 | A・カッブJ・モリーナJ・ローニーB・ゾブリストE・ロンゴリアY・エスコバーD・デヘスースD・ジェニングスW・マイヤーズD・ヤング | 3                              | ニ                             | J・キプニス                    | 左                             | D・サラザーY・ゴームスN・スウィッ · シャーJ・キプニスL・チゼン · ホールA・カブレラM・ブラントリーM・ボーンR・レイバーンC・サンタナ |
| 4                  | 三                 | E・ロンゴリア      | 右                 | A・カッブJ・モリーナJ・ローニーB・ゾブリストE・ロンゴリアY・エスコバーD・デヘスースD・ジェニングスW・マイヤーズD・ヤング | 4                              | DH                             | C・サンタナ                    | 両                             | D・サラザーY・ゴームスN・スウィッ · シャーJ・キプニスL・チゼン · ホールA・カブレラM・ブラントリーM・ボーンR・レイバーンC・サンタナ |
| 5                  | ニ                 | B・ゾブリスト      | 両                 | A・カッブJ・モリーナJ・ローニーB・ゾブリストE・ロンゴリアY・エスコバーD・デヘスースD・ジェニングスW・マイヤーズD・ヤング | 5                              | 左                             | M・ブラントリー                | 左                             | D・サラザーY・ゴームスN・スウィッ · シャーJ・キプニスL・チゼン · ホールA・カブレラM・ブラントリーM・ボーンR・レイバーンC・サンタナ |
| 6                  | 中                 | D・ジェニングス    | 右                 | A・カッブJ・モリーナJ・ローニーB・ゾブリストE・ロンゴリアY・エスコバーD・デヘスースD・ジェニングスW・マイヤーズD・ヤング | 6                              | 右                             | R・レイバーン                  | 右                             | D・サラザーY・ゴームスN・スウィッ · シャーJ・キプニスL・チゼン · ホールA・カブレラM・ブラントリーM・ボーンR・レイバーンC・サンタナ |
| 7                  | DH                 | D・ヤング          | 右                 | A・カッブJ・モリーナJ・ローニーB・ゾブリストE・ロンゴリアY・エスコバーD・デヘスースD・ジェニングスW・マイヤーズD・ヤング | 7                              | 遊                             | A・カブレラ                    | 両                             | D・サラザーY・ゴームスN・スウィッ · シャーJ・キプニスL・チゼン · ホールA・カブレラM・ブラントリーM・ボーンR・レイバーンC・サンタナ |
| 8                  | 遊                 | Y・エスコバー      | 右                 | A・カッブJ・モリーナJ・ローニーB・ゾブリストE・ロンゴリアY・エスコバーD・デヘスースD・ジェニングスW・マイヤーズD・ヤング | 8                              | 捕                             | Y・ゴームス                    | 右                             | D・サラザーY・ゴームスN・スウィッ · シャーJ・キプニスL・チゼン · ホールA・カブレラM・ブラントリーM・ボーンR・レイバーンC・サンタナ |
| 9                  | 捕                 | J・モリーナ        | 右                 | A・カッブJ・モリーナJ・ローニーB・ゾブリストE・ロンゴリアY・エスコバーD・デヘスースD・ジェニングスW・マイヤーズD・ヤング | 9                              | 三                             | L・チゼンホール                | 左                             | D・サラザーY・ゴームスN・スウィッ · シャーJ・キプニスL・チゼン · ホールA・カブレラM・ブラントリーM・ボーンR・レイバーンC・サンタナ |
| 先発投手           | 先発投手           | 先発投手           | 投球               | A・カッブJ・モリーナJ・ローニーB・ゾブリストE・ロンゴリアY・エスコバーD・デヘスースD・ジェニングスW・マイヤーズD・ヤング | 先発投手                       | 先発投手                       | 先発投手                       | 投球                           | D・サラザーY・ゴームスN・スウィッ · シャーJ・キプニスL・チゼン · ホールA・カブレラM・ブラントリーM・ボーンR・レイバーンC・サンタナ |
| A・カッブ          | A・カッブ          | A・カッブ          | 右                 | A・カッブJ・モリーナJ・ローニーB・ゾブリストE・ロンゴリアY・エスコバーD・デヘスースD・ジェニングスW・マイヤーズD・ヤング | D・サラザー                    | D・サラザー                    | D・サラザー                    | 右                             | D・サラザーY・ゴームスN・スウィッ · シャーJ・キプニスL・チゼン · ホールA・カブレラM・ブラントリーM・ボーンR・レイバーンC・サンタナ |

この試合の先発投手は、インディアンスはダニー・サラザー、レイズはアレックス・カッブ。レギュラーシーズンでの成績は、サラザーが10試合52.0イニングで2勝3敗・防御率3.12、カッブが22試合143.1イニングで11勝3敗・防御率2.76である。

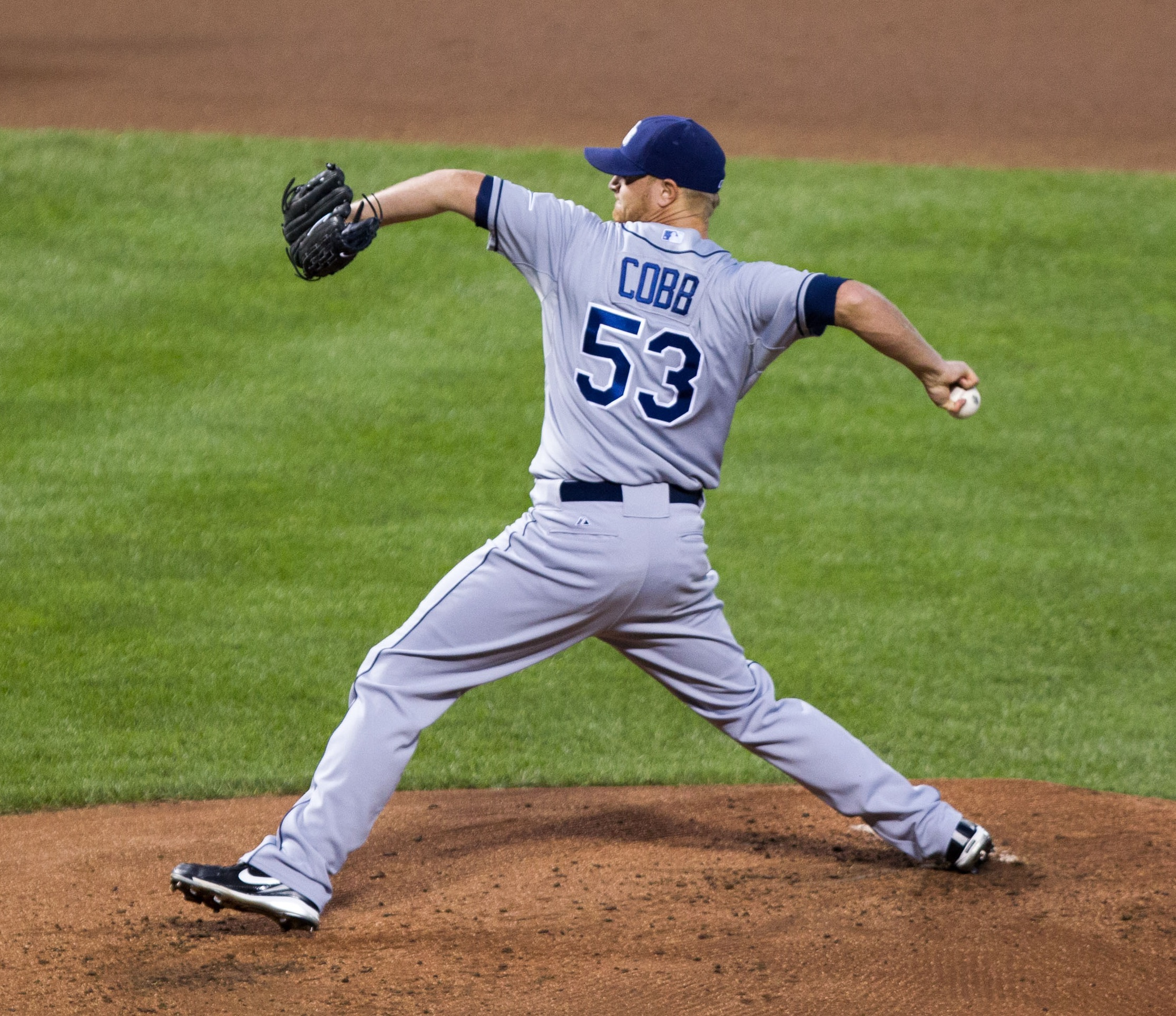
アレックス・カッブは7回途中無失点と敵地で好投した（写真は2012年9月12日撮影）

サラザーはこの年の7月にデビューしたばかりの新人だが、10試合で奪三振率11.25と高い数値を記録し、この試合の先発に抜擢された。この試合でも、まずは立ち上がりの2イニングを続けて三者凡退に抑え、その間に2番ウィル・マイヤーズから4番エバン・ロンゴリアまで3者連続の空振り三振を奪う。3番ジェームズ・ローニーを空振り三振に仕留めたフォーシームは、コースこそ外角高めに外れていながら、球速は100mph（約160.9km/h）を計時していた。対するカッブも、最初の2イニングを無失点で終わらせる。その途中、1回裏の2番ニック・スウィッシャーの打席では、判定が覆る場面があった。2ボール2ストライクからの5球目、カッブは外角低めにツーシームを投じ、スウィッシャーがこの球に手を出した。これを三塁塁審グレッグ・ギブソンは、いったんファウルと判定した。しかしレイズ側の抗議を受けて審判団が協議した結果、ファウルチップでの三振に判定が変更された。場内はブーイングに包まれた。
3回表、レイズが1点を先制する。この回先頭の7番デルモン・ヤングが、初球の高めへ浮いたフォーシームを捉え、左翼フェンスを越えるソロ本塁打とした。ヤングは「打つにはちょうどいい球だった。見送るつもりはなかった」と振り返った。さらに4回表、レイズが2点を加える。一死から3番ローニーと4番ロンゴリアが、いずれも2ボール0ストライクから3球目のフォーシームを連打した。二死一・三塁となったあと、6番デズモンド・ジェニングスが1ボール0ストライクからの2球目、内角へのフォーシームを打ち返すと、打球は三塁線を破る二塁打となり2走者が生還した。3点を先行されたインディアンスはその裏、一死から4番カルロス・サンタナの二塁打をきっかけに満塁の好機を作る。だが、7番アズドルバル・カブレラは外角へのチェンジアップを引っかけて一ゴロ併殺に倒れ、反撃はならなかった。一塁ベースカバーに入ったカッブは、遊撃手ユネル・エスコバーからの送球を受けて併殺を完成させると雄叫びをあげた。
サラザーは5回表、先頭の9番ホセ・モリーナを四球で歩かせたところで降板する。カッブはその裏、先頭の8番ヤン・ゴームズに二塁打を許し、次打者ロニー・チゼンホールにも右前打を浴びた。ただこの右前打は右翼手マイヤーズが捕れるかどうか微妙な当たりだったため、ゴームズは三塁で止まらざるを得なかった。カッブは前の回に続いて得点圏に走者を背負ったものの、1番マイケル・ボーンを空振り三振に、2番スウィッシャーを一ゴロに、そして3番ジェイソン・キプニスを投ゴロに打ち取って失点を免れた。インディアンスはなかなか得点を挙げることができず、3点差のまま試合は終盤へ進んでいく。7回表、レイズの先頭打者ジェニングスが左前打で出塁すると、インディアンスは4番手ジャスティン・マスターソンをマウンドへ送った。マスターソンは開幕投手も務めたチームのエースだが、9月2日の試合で左脇腹を痛めてからは救援にまわっていた。マスターソンは後続を3人でねじ伏せ、味方打線の反撃を待った。

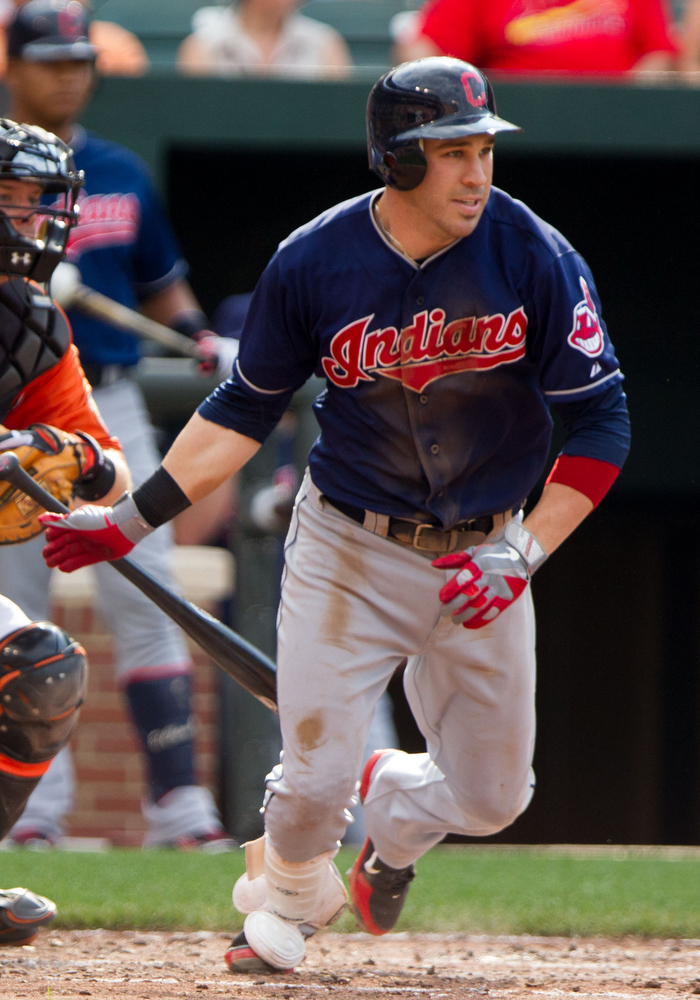
ジェイソン・キプニスは4打数無安打と沈黙した（写真は2012年6月30日撮影）

7回裏のインディアンスは一死から、またも8番ゴームズと9番チゼンホールの連打で、一・二塁と得点圏に走者を置いて打順を上位にまわした。しかし1番ボーンは中飛と、走者を進めることもできず。ここでレイズがカッブからジョエル・ペラルタに継投し、2番スウィッシャーはペラルタの前に3球三振に終わった。インディアンス打線は、レギュラーシーズンでは走者を置いた場面でのOPSがリーグで3番目に高かったが、この日は一転して好機を逸し続けた。9回表、インディアンスは逆に突き放される。一死一塁で6番手ジョー・スミスが登板し、7番ヤングを三ゴロに打ち取ったかと思いきや、三塁手チゼンホールが打球を弾く失策を犯した。これで一・三塁と走者が溜まり、8番エスコバーの内野安打で三塁走者ベン・ゾブリストが生還して、レイズに4点目が加わった。9回裏、レイズは抑えのフェルナンド・ロドニーがマウンドに上がった。ロドニーは7番カブレラを三振させると、この試合で複数安打を記録している8番ゴームズと9番チゼンホールも退けて、三者凡退で試合を締めた。
レイズは9月24日のレギュラーシーズン157試合目からこの日まで、9日間で8試合をすべて敵地で戦ってきた。特にここ3試合は、テキサス・レンジャーズと並んで迎えた162試合目、そのレンジャーズとのワンゲームプレイオフ、さらにこの日のインディアンスとのワイルドカードゲームと、負けられない試合が続いたがすべてものにして地区シリーズ進出を勝ち取った。その地区シリーズで対戦する相手は、同地区のボストン・レッドソックスである。ロンゴリアは「次はシリーズだから（2敗まではできるため）多少は気が楽だけど、これからも今日の試合のように戦わなきゃいけない」と気を引き締めていた。インディアンスは地元での一発勝負に敗れ、シーズンを終えることになった。キプニスは「この街のためにもいいプレイがしたかった」と悔やみつつも「今年のうちのチームがまぐれだったとは思わない。来年もポストシーズンに戻ってくるつもりだ」と2014年を見据えていた。